# François Plaine
Pour les articles homonymes, voir Plaine (homonymie).
François Plaine (dit parfois Bède Plaine) est un moine bénédictin et historien français, né le 26 décembre 1833 à La Nouaye (Ille-et-Vilaine), mort le 10 juillet 1900 à l'abbaye Saint-Dominique de Silos (Espagne). Il a fait de nombreuses publications sur l'histoire religieuse de la Bretagne.

## Carrière
Il fit ses études au petit séminaire de Saint-Méen-le-Grand, puis au grand séminaire de Rennes. Après avoir été ordonné prêtre, il entra à l'abbaye Saint-Pierre de Solesmes, où il prononça ses vœux monastiques le 11 juillet 1859. Il ajouta alors à son prénom François celui de Bède. En novembre 1864, il quitta Solesmes pour aller habiter l'abbaye Saint-Martin de Ligugé. En décembre 1880 (après les décrets anti-congréganistes du 29 mars), les moines de Ligugé allèrent s'installer en Espagne, dans l'ancienne abbaye Saint-Dominique de Silos, qu'ils restaurèrent. Dom Plaine y passa le reste de sa vie et y mourut dans sa cellule.

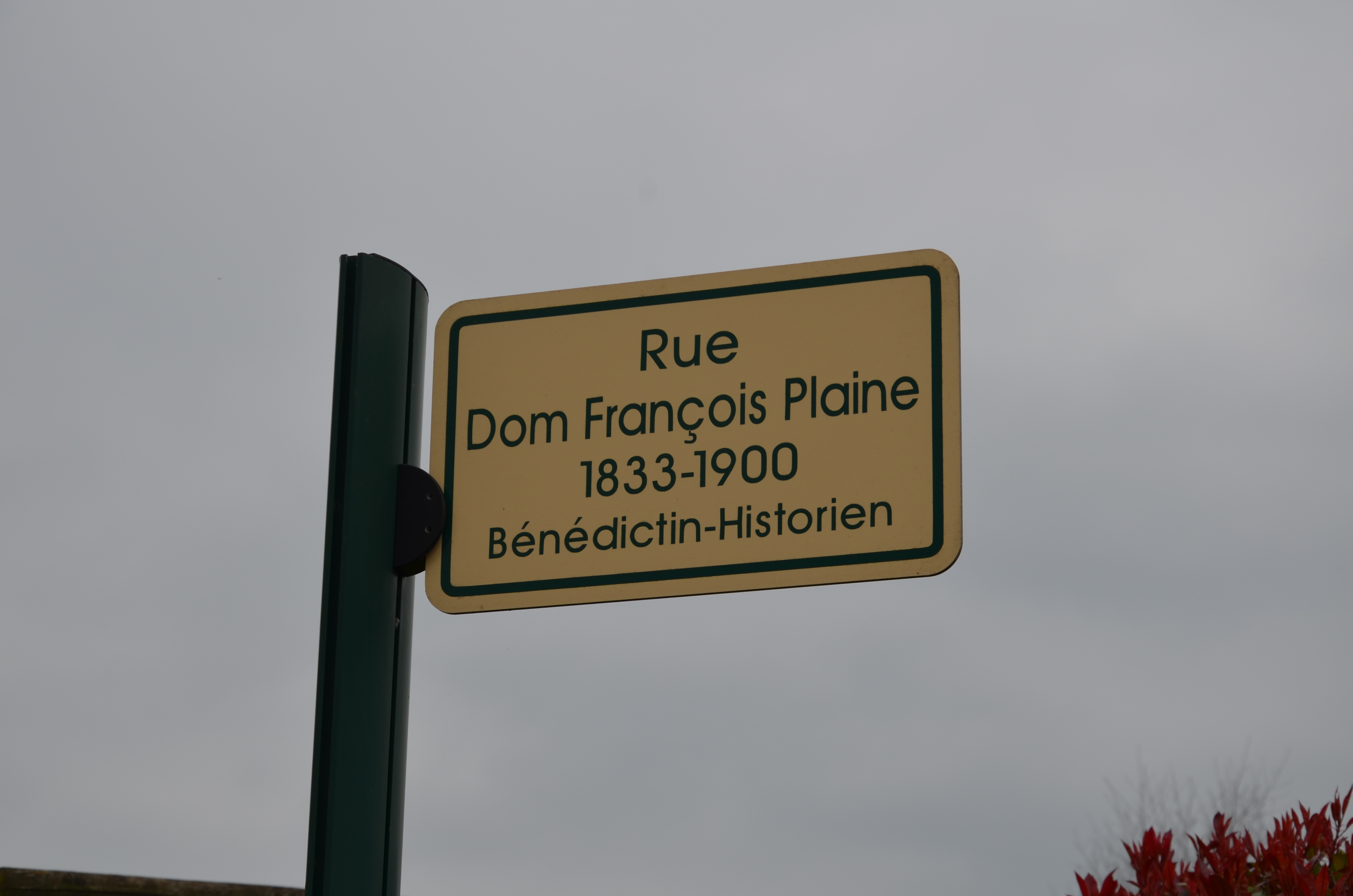
Rue Dom François Plaine, à Bédée.

Il a publié plusieurs études sur la Guerre de Succession de Bretagne et ses acteurs (notamment Charles de Blois, dont il a participé au procès de béatification, terminé en 1904), et à partir de 1875 se consacra à la publication de Vies de saints bretons. Il collabora un temps avec Arthur de La Borderie, mais les deux savants eurent ensuite des divergences.

## Publications
- « Introduction aux Acta Sanctorum Armoricæ seu Britanniæ Minoris et spécialement aux Acta septem sanctorum hujus provinciæ », Association bretonne, 22e session, 1879, p. 72-97 (à part : Saint-Brieuc, L. Prud'homme, 1880).
- « Vita sancti Pauli episcopi Leonensis in Britannia Minori auctore Wormonoco », Analecta Bollandiana, 1882, t. I, p. 208-258 (à part : Rennes, J. Plihon, 1882).
- « Saint Gohard, évêque de Nantes, et ses compagnons martyrs. Vie, passion et culte », Association bretonne, 1882, 3e série, t. II, p. 78-90.
- « Vita sancti Brioci episcopi et confessoris ab anonymo suppari », Analecta Bollandiana, 1883, t. II, p. 161-190 (à part : Saint-Brieuc, L. Conor-Grenier, 1883).
- « Vie inédite de saint Malo, évêque d'Aleth (510-621 ?), par saint Bili, évêque de Vannes et martyr. Texte latin avec prolégomènes et notes en français », Bulletins et Mémoires de la Société archéologique du département d'Ille-et-Vilaine, 1884, t. XVI, n° 2, p. 137-264.
- « Vita sancti Mevenni abbatis et confessoris in Britannia Armoricana (520 ?-638) ab anonymo fere suppari conscripta [suivi de] Appendix. Excerpta ex vita inedita sancti Judicaeli sancti Mevenni discipuli », Analecta Bollandiana, 1884, t. III, p. 141-158 (à part : Rennes, J. Plihon, 1884).
- « Vita sancti Petri Oxomensis episcopi in Hispania ab anonymo suppari conscripta », Analecta Bollandiana, 1885, t. IV, p. 11-19.
- « Vita inedita sancti Meloris martyris in Britannia Minori », Analecta Bollandiana, 1886, t. V, p. 165-176.
- « Vie inédite de saint Corentin (avec traduction) », Bulletin de la Société archéologique du Finistère, t. 13, 1886, p. 118-153.
- « Vita antiqua sancti Samsonis », Analecta Bollandiana, 1887, t. VI, p. 77-150.
- Recherches historiques sur les origines littéraires de la Bretagne (Ve – XIe siècle), Vannes, Lafolye, 1891.
- Saint Hervé, sa vie et son culte, avec le texte latin de sa vie ancienne, Vannes, Lafolye, 1893.
- Saint Salomon, roi de Bretagne et martyr, Vannes, Lafolye, 1895.
- Histoire du bienheureux Charles de Blois, duc de Bretagne et vicomte de Limoges, dans Antoine de Sérent (dir.), Monuments du procès de canonisation du bienheureux Charles de Blois duc de Bretagne, Saint-Brieuc, R. Prud'homme, 1921, p. 459-575.